# プラチナ・アストロノーツ
『プラチナ・アストロノーツ』は、2002年6月26日リリースされた、稲垣潤一43枚目のシングル。

## 解説
売野雅勇作詞のナンバーである、「夏のクラクション」に対するアンサーソング。フジテレビ系『東京天使』エンディング・テーマソング。

## 内容
1. プラチナ・アストロノーツ
  - 作詞:売野雅勇、作曲:鈴木キサブロー、編曲:重実徹
  - コーラスアレンジ:佐々木久美
2. アリノママ
  - 作詞:ゆき、作曲:松本俊明、編曲・重実徹
3. プラチナ・アストロノーツ（オリジナル・カラオケ）
  - 作詞:売野雅勇、作曲:鈴木キサブロー、作曲:重実徹
  - コーラスアレンジ:佐々木久美
4. アリノママ （オリジナル・カラオケ）
  - 作詞:ゆき、作曲:松本俊明、編曲・重実徹